# Liga Nacional Femenina 2023
La Temporada 2023 de la Liga Nacional Femenina (llamada LNF Club RV By CDO+ por razones de patrocinio) es la decimosegunda edición del torneo de Baloncesto Femenino Chileno. el Campeonato inició el 13 de abril de 2023, la fase regular se extendió hasta el 20 de julio.
La presente edición contará con la participación de 28 equipos, los cuales representan a nueve regiones y a más de 20 ciudades y comunas del país. 
Esta edición del certamen además dará paso a la primera y segunda división de la LNF, de cara a 2024. Donde los 12 mejores clubes de la presente temporada harán parte de la primera división de cara al 2024, y el resto de equipos conformarán la segunda división.

## Sistema de Campeonato

### Fase Zonal
Los 18 equipos participantes fueron divididos en 4 grupos según ubicación geográfica, jugando en la modalidad de todos contra todos en dos ruedas. los equipos que finalicen en las 2 primeros puesto de cada grupo clasificar a play-offs. 
Además esta fase definirá los equipos que conformen los participantes de la primera y segunda división de básquetbol femenino de cara a la siguiente temporada. Los 3 primeros equipos de cada grupo pasarán a formar parte de la máxima categoría para 2024, mientras los que ocupen el 4° y 5° lugar, formarán parte de la segunda división.

### Play-offs
Los 8 equipos clasificados jugarán los cuartos de final, esta instancias se disputarán a 3 partidos. 

### Final
Los 4 equipos clasificados jugarán el cuadrangular final, que se disputará en el Fortín Prat de Valparaíso.

## Localización
| Equipo                     | Región                            | Ciudad       |
| -------------------------- | --------------------------------- | ------------ |
| Gimnástico de Viña del Mar | Valparaíso                        | Viña del Mar |
| Sportiva Italiana          | Valparaíso                        | Valparaíso   |
| New Cruseders              | Valparaíso                        | Valparaíso   |
| Colegio los Leones         | Valparaíso                        | Quilpué      |
| Quilpué Basquetbol         | Valparaíso                        | Quilpué      |
| CD Llolleo                 | Valparaíso                        | San Antonio  |
| Universidad de Chile       | Metropolitana                     |              |
| Sergio CEPPI               | Metropolitana                     | La Cisterna  |
| Club Brisas                | Metropolitana                     | La Cisterna  |
| Puente Alto                | Metropolitana                     | Puente Alto  |
| Luis Matte Larrain         | Metropolitana                     | Puente Alto  |
| Universitarios             | Metropolitana                     |              |
| Rancagua CAF               | O'Higgins                         | Rancagua     |
| Tomas Lawrence             | O'Higgins                         | San Fernando |
| Truenos de Talca           | Maule                             | Talca        |
| Universidad de Concepción  | Biobío                            | Concepción   |
| CD Infinito                | Biobío                            | Concepción   |
| Basket Conce               | Biobío                            | Concepción   |
| Universidad la Frontera    | Araucanía                         | Temuco       |
| AB Temuco                  | Araucanía                         | Temuco       |
| Pankull Valdivia           | Los Ríos                          | Valdivia     |
| Universidad Austral        | Los Ríos                          | Valdivia     |
| CD LARR                    | Los Ríos                          | Valdivia     |
| Alemana Paillaco           | Los Ríos                          | Paillaco     |
| Español Osorno             | Los Lagos                         | Osorno       |
| CEB Puerto Montt           | Los Lagos                         | Puerto Montt |
| Español Punta Arenas       | Magallanes y la Antártica Chilena | Punta Arenas |

## Fase Zonal

#### Grupo A
| Pos | Equipo             | Pts | PJ | PG | PP |
| --- | ------------------ | --- | -- | -- | -- |
| 1   | Sportiva Italiana  | 18  | 10 | 8  | 2  |
| 2   | Gimnástico         | 18  | 10 | 8  | 2  |
| 3   | Colegio los Leones | 17  | 10 | 7  | 3  |
| 4   | New Crusaders      | 15  | 10 | 5  | 5  |
| 5   | Quilpué Basquetbol | 12  | 10 | 2  | 8  |
| 6   | CD Llolleo         | 10  | 10 | 0  | 10 |

     Clasifican a los play-offs y Primera División 2024.
     Clasifican a la Primera División 2024.
     Clasifican a la Segunda División para 2024.

#### Grupo B
| Pos | Equipo               | Pts | PJ | PG | PP |
| --- | -------------------- | --- | -- | -- | -- |
| 1   | Universidad de Chile | 28  | 14 | 14 | 0  |
| 2   | Sergio CEPPI         | 26  | 14 | 12 | 2  |
| 3   | Puente Alto          | 24  | 14 | 10 | 4  |
| 4   | Universitarios       | 21  | 14 | 7  | 7  |
| 5   | Club Brisas          | 19  | 14 | 5  | 9  |
| 6   | Luis Matte Larrain   | 18  | 14 | 4  | 10 |
| 7   | Tomas Lawrence       | 18  | 14 | 4  | 10 |
| 8   | Rancagua CAF         | 13  | 14 | 0  | 14 |

     Clasifican a los play-offs y Primera División 2024.
     Clasifican a la Primera División 2024.
     Clasifican a la Segunda División para 2024.

#### Grupo C
| Pos | Equipo                    | Pts | PJ | PG | PP |
| --- | ------------------------- | --- | -- | -- | -- |
| 1   | Universidad de Concepción | 19  | 10 | 9  | 1  |
| 2   | Universidad la Frontera   | 19  | 10 | 9  | 1  |
| 3   | CD Infinito               | 16  | 10 | 6  | 4  |
| 4   | AB Temuco                 | 14  | 10 | 4  | 6  |
| 5   | Truenos de Talca          | 11  | 10 | 1  | 9  |
| 6   | Basket Conce              | 11  | 10 | 1  | 19 |

     Clasifican a los play-offs y Primera División 2024.
     Clasifican a la Primera División 2024.
     Clasifican a la Segunda División para 2024.

#### Grupo D
| Pos | Equipo               | Pts | PJ | PG | PP |
| --- | -------------------- | --- | -- | -- | -- |
| 1   | Alemana Paillaco     | 24  | 12 | 12 | 0  |
| 2   | CEB Puerto Montt     | 20  | 12 | 8  | 4  |
| 3   | Español Punta Arenas | 20  | 12 | 8  | 4  |
| 4   | Universidad Austral  | 18  | 12 | 6  | 6  |
| 5   | Español Osorno       | 18  | 12 | 6  | 6  |
| 6   | Pankull Valdivia     | 12  | 11 | 1  | 10 |
| 7   | CD LARR              | 11  | 11 | 0  | 11 |

     Clasifican a los play-offs y Primera División 2024.
     Clasifican a la Primera División 2024.
     Clasifican a la Segunda División para 2024.

## Play-Offs

### Universidad de Concepción vs CEB Puerto Montt
| 22 de julio de 2023 Partido 1 | Universidad de Concepción | 86–34 (Series: 1-0) | CEB Puerto Montt |  |  |  |
| 18:00                         |                           |                     |                  |  |  |  |
|                               |                           |                     |                  |  |  |  |
| UdeC lidera la serie, 1-0.    |                           |                     |                  |  |  |  |
|                               |                           |                     |                  |  |  |  |

| 25 de julio de 2023 Partido 2 | CEB Puerto Montt | 50–102 (Series: 0-2) | Universidad de Concepción |  |  |  |
| 20:30                         |                  |                      |                           |  |  |  |
|                               |                  |                      |                           |  |  |  |
| UdeC Gana la serie, 2-0.      |                  |                      |                           |  |  |  |
|                               |                  |                      |                           |  |  |  |

### Alemana Paillaco vs Universidad la Frontera
| 22 de julio de 2023 Partido 1          | Alemana Paillaco | 74–56 (Series: 1-0) | Universidad la Frontera |  |  |  |
| 18:30                                  |                  |                     |                         |  |  |  |
|                                        |                  |                     |                         |  |  |  |
| Alemana Paillaco lidera la serie, 1-0. |                  |                     |                         |  |  |  |
|                                        |                  |                     |                         |  |  |  |

| 29 de julio de 2023 Partido 2 | Universidad la Frontera | 67–63 (Series: 1-1) | Alemana Paillaco |  |  |  |
| 18:00                         |                         |                     |                  |  |  |  |
|                               |                         |                     |                  |  |  |  |
| Serie empatada, 1-1.          |                         |                     |                  |  |  |  |
|                               |                         |                     |                  |  |  |  |

| 5 de agosto de 2023 Partido 3   | Alemana Paillaco | 71–63 (Series: 2-1) | Universidad la Frontera |  |  |  |
| 18:30                           |                  |                     |                         |  |  |  |
|                                 |                  |                     |                         |  |  |  |
| A. Paillaco gana la serie, 2-1. |                  |                     |                         |  |  |  |
|                                 |                  |                     |                         |  |  |  |

### Sportiva Italiana vs Sergio CEPPI
| 23 de julio de 2023 Partido 1           | Sportiva Italiana | 64–40 (Series: 1-0) | Sergio CEPPI |  |  |  |
| 12:00                                   |                   |                     |              |  |  |  |
|                                         |                   |                     |              |  |  |  |
| Sportiva Italiana lidera la serie, 1-0. |                   |                     |              |  |  |  |
|                                         |                   |                     |              |  |  |  |

| 26 de julio de 2023 Partido 2         | Sergio CEPPI | 54–66 (Series: 0-2) | Sportiva Italiana |  |  |  |
| 19:00                                 |              |                     |                   |  |  |  |
|                                       |              |                     |                   |  |  |  |
| Sportiva Italiana gana la serie, 2-0. |              |                     |                   |  |  |  |
|                                       |              |                     |                   |  |  |  |

### Universidad de Chile vs Gimnástico
| 22 de julio de 2023 Partido 1    | Universidad de Chile | 65–57 (Series: 1-0) | Gimnástico |  |  |  |
| 19:00                            |                      |                     |            |  |  |  |
|                                  |                      |                     |            |  |  |  |
| U de Chile lidera la serie, 1-0. |                      |                     |            |  |  |  |
|                                  |                      |                     |            |  |  |  |

| 27 de julio de 2023 Partido 2  | Gimnástico | 64–72 (Series: 0-2) | Universidad de Chile |  |  |  |
| 20:00                          |            |                     |                      |  |  |  |
|                                |            |                     |                      |  |  |  |
| U de Chile Gana la serie, 2-0. |            |                     |                      |  |  |  |
|                                |            |                     |                      |  |  |  |

## Cuadrangular
A disputarse en el Fortín Prat de Valparaíso durante agosto de 2023.
| Pos | Equipos                   | Pts | J | G | P |
| --- | ------------------------- | --- | - | - | - |
| 1   | Sportiva Italiana         | 6   | 3 | 3 | 0 |
| 2   | Universidad de Chile      | 4   | 3 | 2 | 1 |
| 3   | Alemana Paillaco          | 2   | 3 | 1 | 2 |
| 4   | Universidad de Concepción | 0   | 3 | 0 | 3 |

     Campeón.

### Resultados
El torneo se desarrolló del 11 al 13 de agosto de 2023.
| Fecha | Día   | Local                     | Resultado | Visitante                 |
| ----- | ----- | ------------------------- | --------- | ------------------------- |
| 1     | 11/08 | Universidad de Concepción | 70-81     | Escuela Alemana           |
| 1     | 11/08 | Sportiva Italiana         | 80-65     | Universidad de Chile      |
| 2     | 12/08 | Escuela Alemana           | 65-81     | Universidad de Chile      |
| 2     | 12/08 | Sportiva Italiana         | 84-82     | Universidad de Concepción |
| 3     | 13/08 | Universidad de Chile      | 65-51     | Universidad de Concepción |
| 3     | 13/08 | Sportiva Italiana         | 76-57     | Escuela Alemana           |

## Campeón
|                   |
| Sportiva Italiana |
|                   |
| 5.to título       |

## Liga Femenina de las Américas
| Equipo            | Vía                |
| ----------------- | ------------------ |
| Sportiva Italiana | Campeón de la Liga |

## Liga Sudamericana Femenina
| Equipo               | Vía                   |
| -------------------- | --------------------- |
| Universidad de Chile | Subcampeón de la Liga |